# Skridskoåkning

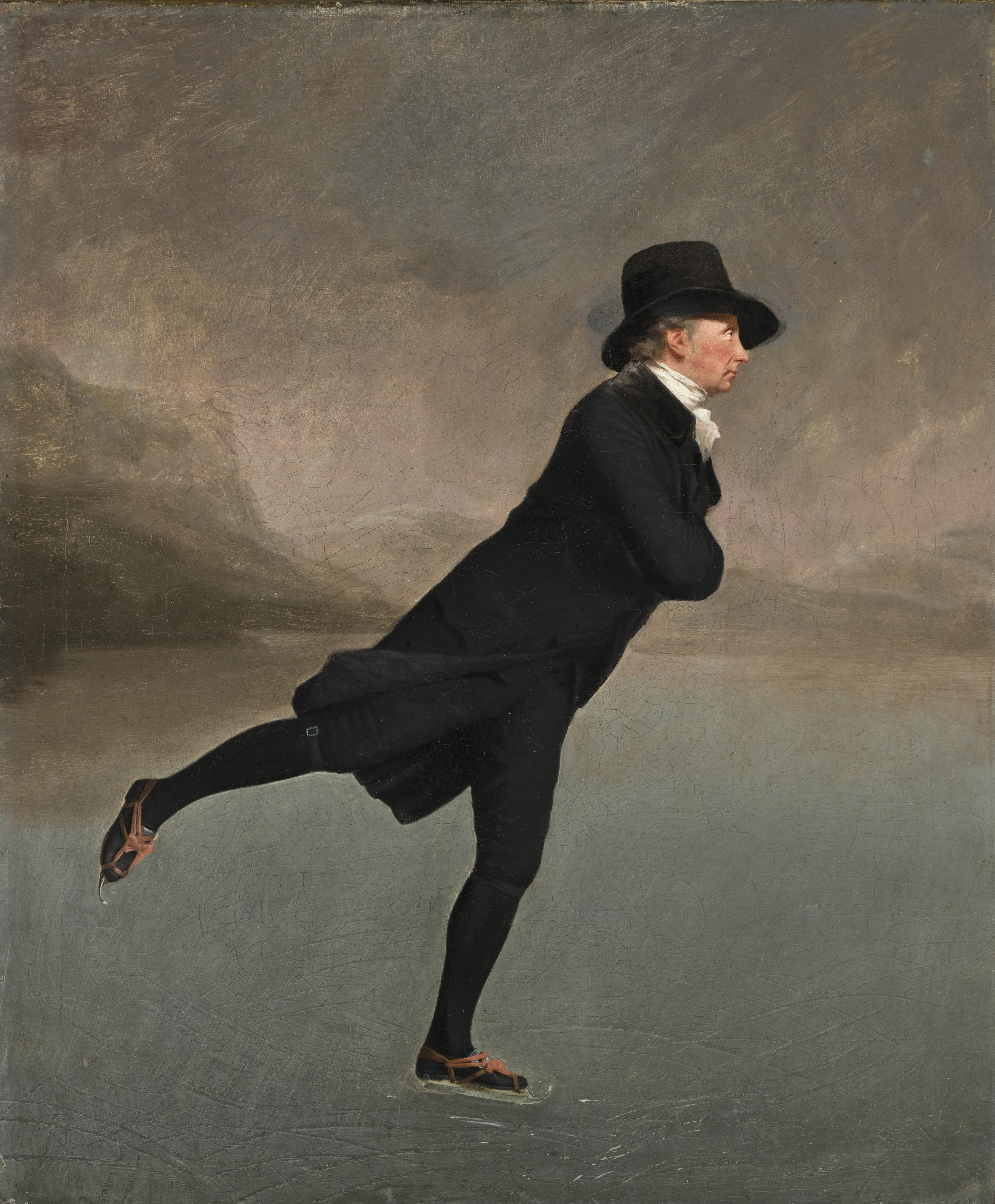
The Skating Minister, målning av Henry Raeburn.

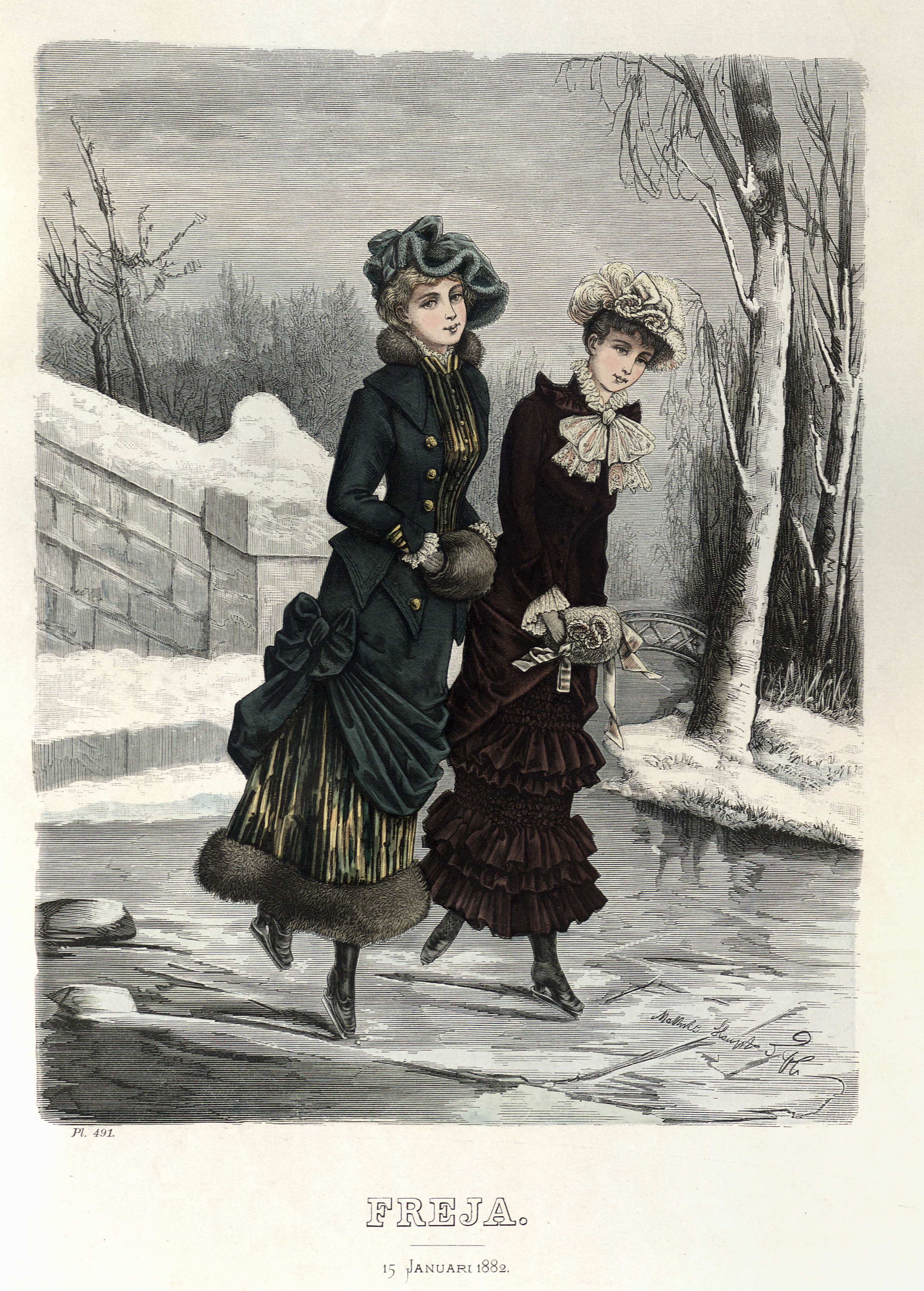
Skridskoåkare i Freja : illustrerad skandinavisk modetidning från 1882.

Skridskoåkning är ett sätt att förflytta sig med hjälp av på fötterna fastsatta redskap som glider bra i en riktning och samtidigt greppar bra vinkelrätt mot denna riktning. Som redskap används vanligen skridskor men även exempelvis skidor kan man åka skridsko med, så kallad skate. Vanliga underlag är is och asfalt men skridskoåkning kan även ske mot andra underlag.
Skridskoåkningen uppnås genom att man snedställer skridskon på den ena foten så att skridskoskenan greppar mot underlaget och samtidigt låter kroppsvikten ligga över samma fot. Därefter lutar man sig framåt, skjuter från med benet och påbörjar en växling av kroppsvikten till den andra foten. Denna fot ställs mot underlaget i den riktning som skridskon glider bra och på så sätt kan man glida framåt. Därefter vinklar man denna fot mot underlaget så att den börjar greppa och man kan påbörja en överflyttning av vikten till andra foten på samma sätt och man har kommit igång med åkningen. Tekniken är i princip den samma om man åker skridskor med skidor eller annat redskap.
Beroende på underlaget och syftet med åkningen används olika typer av redskap. Skridskoåkningen uppstod på is och där används skridskor av någon typ. Samma typ av skridskor kan användas på så kallad syntetisk is, gjort av polymerer. För skridskoåkning på asfalt och andra typer av urbana underlag används skridskor med hjul, så kallade rullskridskor eller inlines. Rullskridskoåkning kan även bedrivas på mer ojämna underlag och kallas då för skridskoåkning "off-road" (engelska: cross-skating eller off-road skating).